# Società Sportiva Sambenedettese 1975-1976
Questa voce raccoglie le informazioni riguardanti la Società Sportiva Sambenedettese nelle competizioni ufficiali della stagione 1975-1976.

## Rosa
| N. |                   | Ruolo | Calciatore            |
| -- | ----------------- | ----- | --------------------- |
|    | Italia (bandiera) | D     | Mauro Agretti         |
|    | Italia (bandiera) | D     | Aldo Anzuini          |
|    | Italia (bandiera) | A     | Gregorio Basilico     |
|    | Italia (bandiera) | D     | Franco Battisodo      |
|    | Italia (bandiera) | C     | Massimo Berta         |
|    | Italia (bandiera) | D     | Franco Catto          |
|    | Italia (bandiera) | A     | Francesco Chimenti    |
|    | Italia (bandiera) | D     | Nicola Daleno         |
|    | Italia (bandiera) | D     | Mauro Della Bianchina |

| N. |                   | Ruolo | Calciatore        |
| -- | ----------------- | ----- | ----------------- |
|    | Italia (bandiera) | C     | Mario Marini      |
|    | Italia (bandiera) | P     | Antonio Pigino    |
|    | Italia (bandiera) | P     | Flavio Pozzani    |
|    | Italia (bandiera) | C     | Francesco Radio   |
|    | Italia (bandiera) | D     | Nicola Ripa       |
|    | Italia (bandiera) | A     | Maurizio Simonato |
|    | Italia (bandiera) | D     | Arcadio Spinozzi  |
|    | Italia (bandiera) | A     | Claudio Trevisan  |
|    | Italia (bandiera) | C     | Nicola Verde      |

## Risultati

### Serie B

#### Girone di andata
| 28 settembre 1975 1ª giornata | Sambenedettese | 0 – 0 | SPAL |  |

| 5 ottobre 1975 2ª giornata | Varese | 2 – 0 | Sambenedettese |  |

| 12 ottobre 1975 3ª giornata | Sambenedettese | 1 – 0 | Atalanta |  |

| 19 ottobre 1975 4ª giornata | Modena | 1 – 0 | Sambenedettese |  |

| 10 dicembre 1975 5ª giornata | Sambenedettese | 0 – 0 | Catanzaro |  |

| 2 novembre 1975 6ª giornata | Sambenedettese | 1 – 0 | Pescara |  |

| 9 novembre 1975 7ª giornata | Reggiana | 3 – 0 | Sambenedettese |  |

| 16 novembre 1975 8ª giornata | Sambenedettese | 2 – 0 | Lanerossi Vicenza |  |

| 23 novembre 1975 9ª giornata | Catania | 2 – 0 | Sambenedettese |  |

| 30 novembre 1975 10ª giornata | Genoa | 4 – 0 | Sambenedettese |  |

| 7 dicembre 1975 11ª giornata | Sambenedettese | 1 – 0 | Brescia |  |

| 14 dicembre 1975 12ª giornata | Sambenedettese | 3 – 0 | Avellino |  |

| 21 dicembre 1975 13ª giornata | Palermo | 2 – 1 | Sambenedettese |  |

| 4 gennaio 1976 14ª giornata | Sambenedettese | 0 – 0 | Piacenza |  |

| 11 gennaio 1976 15ª giornata | Novara | 0 – 0 | Sambenedettese |  |

| 18 gennaio 1976 16ª giornata | Foggia | 0 – 0 | Sambenedettese |  |

| 25 gennaio 1976 17ª giornata | Sambenedettese | 2 – 0 | Brindisi |  |

| 1 febbraio 1976 18ª giornata | Taranto | 1 – 0 | Sambenedettese |  |

| 8 febbraio 1976 19ª giornata | Sambenedettese | 0 – 0 | Ternana |  |

#### Girone di ritorno
| 15 febbraio 1976 20ª giornata | SPAL | 0 – 0 | Sambenedettese |  |

| 22 febbraio 1976 21ª giornata | Sambenedettese | 2 – 1 | Varese |  |

| 29 febbraio 1976 22ª giornata | Atalanta | 0 – 0 | Sambenedettese |  |

| 7 marzo 1976 23ª giornata | Sambenedettese | 0 – 0 | Modena |  |

| 14 marzo 1976 24ª giornata | Catanzaro | 2 – 1 | Sambenedettese |  |

| 21 marzo 1976 25ª giornata | Pescara | 0 – 1 | Sambenedettese |  |

| 28 marzo 1976 26ª giornata | Sambenedettese | 0 – 0 | Reggiana |  |

| 4 aprile 1976 27ª giornata | Lanerossi Vicenza | 1 – 1 | Sambenedettese |  |

| 11 aprile 1976 28ª giornata | Sambenedettese | 2 – 0 | Catania |  |

| 18 aprile 1976 29ª giornata | Sambenedettese | 1 – 0 | Genoa |  |

| 25 aprile 1976 30ª giornata | Brescia | 4 – 2 | Sambenedettese |  |

| 2 maggio 1976 31ª giornata | Avellino | 2 – 0 | Sambenedettese |  |

| 9 maggio 1976 32ª giornata | Sambenedettese | 2 – 0 | Palermo |  |

| 16 maggio 1976 33ª giornata | Piacenza | 2 – 0 | Sambenedettese |  |

| 23 maggio 1976 34ª giornata | Sambenedettese | 1 – 1 | Novara |  |

| 30 maggio 1976 35ª giornata | Sambenedettese | 1 – 1 | Foggia |  |

| 6 giugno 1976 36ª giornata | Brindisi | 0 – 0 | Sambenedettese |  |

| 13 giugno 1976 37ª giornata | Sambenedettese | 1 – 1 | Taranto |  |

| 20 giugno 1976 38ª giornata | Ternana | 0 – 0 | Sambenedettese |  |

## Statistiche

### Statistiche di squadra
| Competizione | Punti | In casa | In casa | In casa | In casa | In casa | In casa | In trasferta | In trasferta | In trasferta | In trasferta | In trasferta | In trasferta | Totale | Totale | Totale | Totale | Totale | Totale | DR  |
| Competizione | Punti | G       | V       | N       | P       | Gf      | Gs      | G            | V            | N            | P            | Gf           | Gs           | G      | V      | N      | P      | Gf     | Gs     | DR  |
| ------------ | ----- | ------- | ------- | ------- | ------- | ------- | ------- | ------------ | ------------ | ------------ | ------------ | ------------ | ------------ | ------ | ------ | ------ | ------ | ------ | ------ | --- |
| Serie B      | 38    | 19      | 10      | 9       | 0       | 20      | 4       | 19           | 1            | 7            | 11           | 6            | 26           | 38     | 11     | 16     | 11     | 26     | 30     | -4  |
| Coppa Italia | 1     | 2       | 0       | 1       | 1       | 3       | 5       | 2            | 0            | 0            | 2            | 0            | 5            | 4      | 0      | 1      | 3      | 3      | 10     | -7  |
| Totale       |       | 21      | 10      | 10      | 1       | 23      | 9       | 21           | 1            | 7            | 13           | 6            | 31           | 42     | 11     | 17     | 14     | 29     | 40     | -11 |

### Statistiche dei giocatori
| Giocatore          | Serie B  | Serie B | Serie B     | Serie B    | Coppa Italia | Coppa Italia | Coppa Italia | Coppa Italia | Totale   | Totale | Totale      | Totale     |
| Giocatore          | Presenze | Reti    | Ammonizioni | Espulsioni | Presenze     | Reti         | Ammonizioni  | Espulsioni   | Presenze | Reti   | Ammonizioni | Espulsioni |
| ------------------ | -------- | ------- | ----------- | ---------- | ------------ | ------------ | ------------ | ------------ | -------- | ------ | ----------- | ---------- |
| M. Agretti         | 34       | 0       | ?           | ?          | ?            | ?            | ?            | ?            | 34+      | 0+     | ?           | ?          |
| A. Anzuini         | 10       | 0       | ?           | ?          | ?            | ?            | ?            | ?            | 10+      | 0+     | ?           | ?          |
| G. Basilico        | 29       | 1       | ?           | ?          | ?            | ?            | ?            | ?            | 29+      | 1+     | ?           | ?          |
| F. Battisodo       | 30       | 0       | ?           | ?          | ?            | ?            | ?            | ?            | 30+      | 0+     | ?           | ?          |
| M. Berta           | 36       | 0       | ?           | ?          | ?            | ?            | ?            | ?            | 36+      | 0+     | ?           | ?          |
| F. Catto           | 33       | 1       | ?           | ?          | ?            | ?            | ?            | ?            | 33+      | 1+     | ?           | ?          |
| F. Chimenti        | 31       | 12      | ?           | ?          | ?            | ?            | ?            | ?            | 31+      | 12+    | ?           | ?          |
| N. Daleno          | 22       | 0       | ?           | ?          | ?            | ?            | ?            | ?            | 22+      | 0+     | ?           | ?          |
| M. Della Bianchina | 8        | 0       | ?           | ?          | ?            | ?            | ?            | ?            | 8+       | 0+     | ?           | ?          |
| M. Marini          | 30       | 3       | ?           | ?          | ?            | ?            | ?            | ?            | 30+      | 3+     | ?           | ?          |
| A. Pigino          | 10       | -12     | ?           | ?          | ?            | ?            | ?            | ?            | 10+      | -12+   | ?           | ?          |
| F. Pozzani         | 28       | -18     | ?           | ?          | ?            | ?            | ?            | ?            | 28+      | -18+   | ?           | ?          |
| F. Radio           | 21       | 0       | ?           | ?          | ?            | ?            | ?            | ?            | 21+      | 0+     | ?           | ?          |
| N. Ripa            | 37       | 2       | ?           | ?          | ?            | ?            | ?            | ?            | 37+      | 2+     | ?           | ?          |
| M. Simonato        | 35       | 5       | ?           | ?          | ?            | ?            | ?            | ?            | 35+      | 5+     | ?           | ?          |
| A. Spinozzi        | 20       | 0       | ?           | ?          | ?            | ?            | ?            | ?            | 20+      | 0+     | ?           | ?          |
| C. Trevisan        | 14       | 0       | ?           | ?          | ?            | ?            | ?            | ?            | 14+      | 0+     | ?           | ?          |
| N. Verde           | 15       | 0       | ?           | ?          | ?            | ?            | ?            | ?            | 15+      | 0+     | ?           | ?          |